# NGC 3603-B
NGC 3603-B là một ngôi sao dạng Wolf-Rayet với khối lượng 132 lần khối lượng Mặt Trời trong cụm sao NGC 3603.